# Leuvensesteenweg

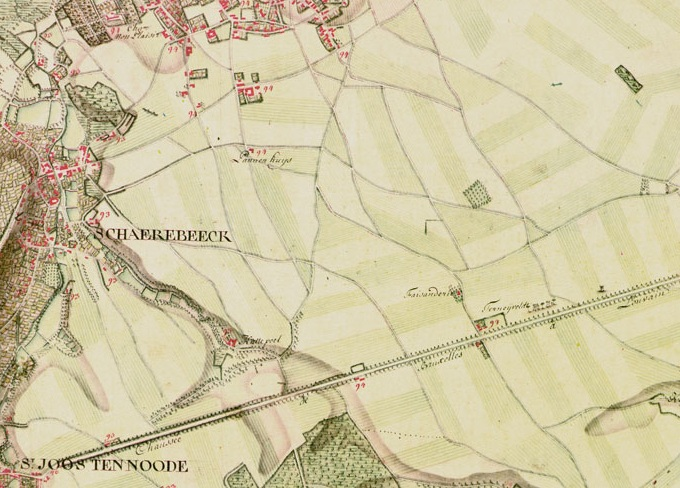
Ferrariskaart nr. 76B toont een Leuvensesteenweg vóór de verstedelijking

De Leuvensesteenweg (Frans: chaussée de Louvain) is een Brusselse invalsweg die begint aan het Madouplein en loopt tot Kortenberg in Vlaams-Brabant, waar hij zijn weg vervolgt als Brusselsesteenweg. Hij is deel van de N2 (Brussel-Leuven-Hasselt).

## Beschrijving
Het bochtige beginstuk van de Leuvensesteenweg in Sint-Joost-ten-Node loopt oostwaarts van het Madouplein over het Sint-Joostplein tot de Kardinaalsstraat. Vandaar loopt de steenweg kaarsrecht verder in noord-oost-oostelijke richting. Tot de Notelaarsstraat wordt hij gedeeld door Sint-Joost en Brussel-stad (Wijk van de Squares). Aan de kant van Sint-Joost ligt het voormalige Station Leuvensesteenweg (tegenwoordig Jazz Station) aan spoorlijn 161. Dan volgt het Schaarbeekse stuk, met het Daillyplein en de complexe zevensprong van het Meiserplein. De weg loopt verder door Evere langs het Paduwaplein. Na een kort stukje Sint-Lambrechts-Woluwe komt de Leuvensesteenweg het Vlaams Gewest binnen in Sint-Stevens-Woluwe. Bij de brug over de Grote Ring komt de Leuvensesteenweg op grondgebied Zaventem, gevolgd door Nossegem, Kortenberg en Erps-Kwerps.

## Geschiedenis
Al in 1459 was de weg Brussel-Leuven tot aan het Linthoutbos geplaveid. Het huidige traject gaat grotendeels terug op de heraanleg onder Filips V van Spanje (1704-1718). In de Franse tijd kreeg de steenweg de naam rue Napoléon Ier.

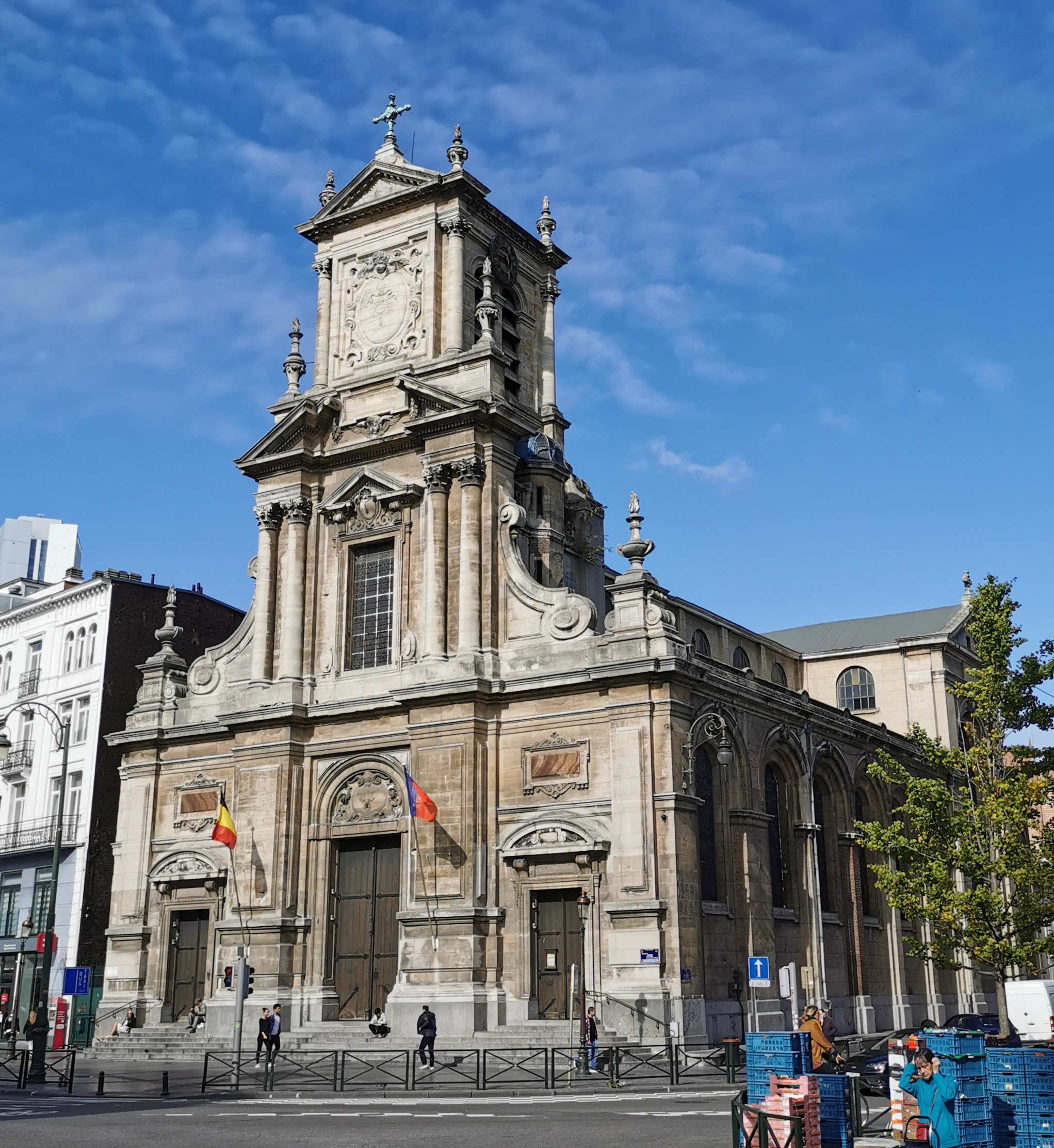
Sint-Joostkerk
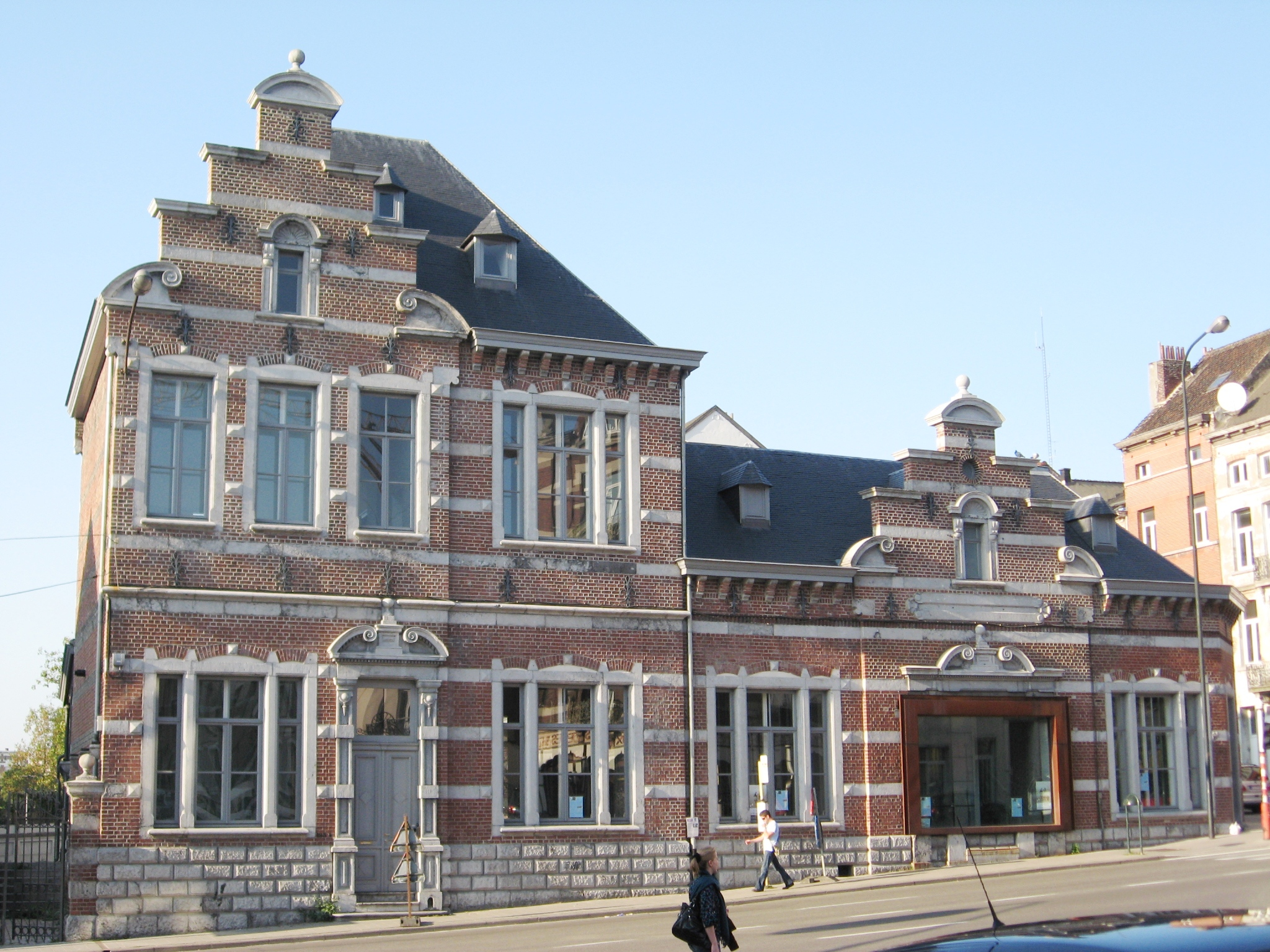
Jazz Station
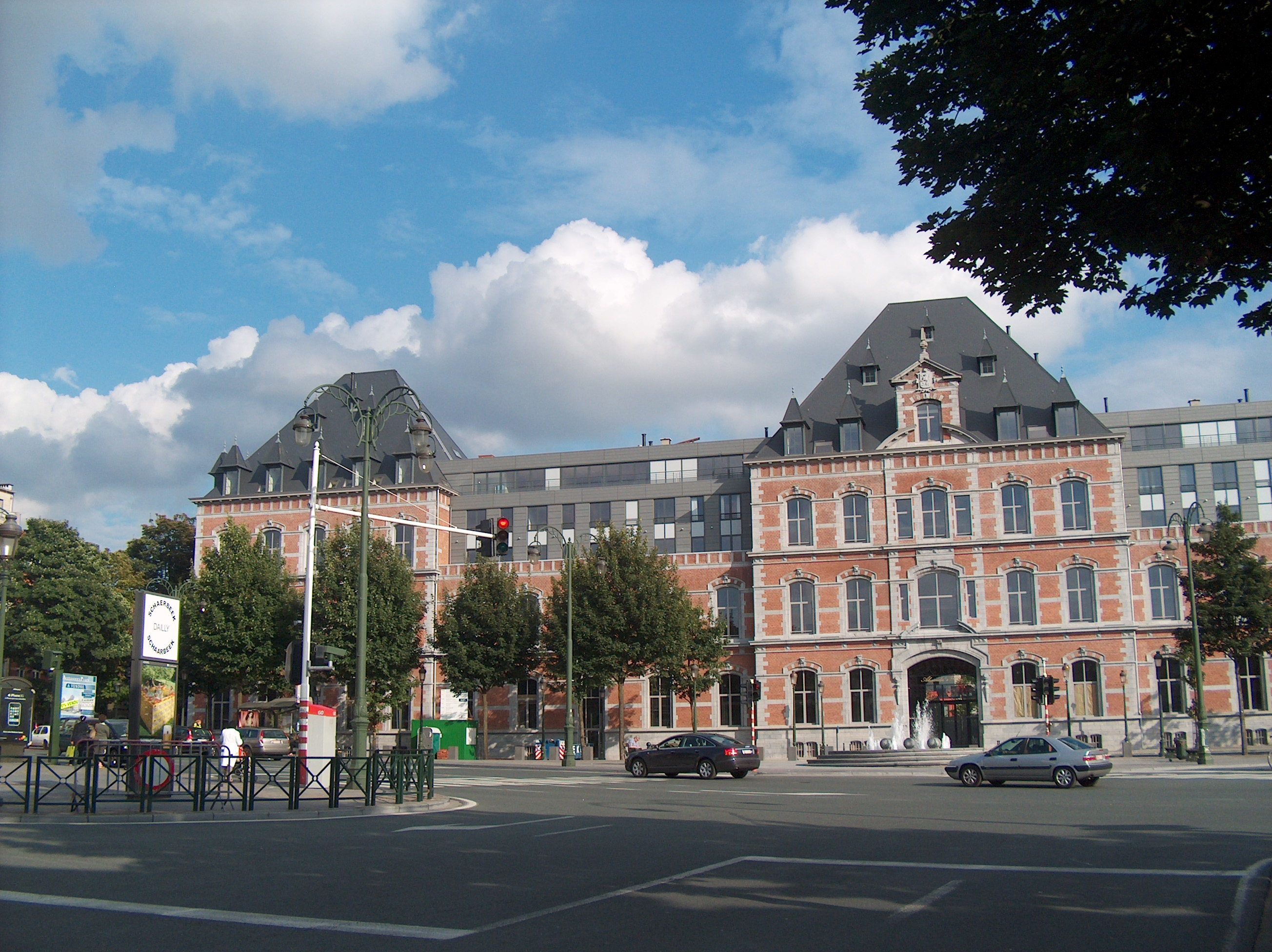
Daillyplein
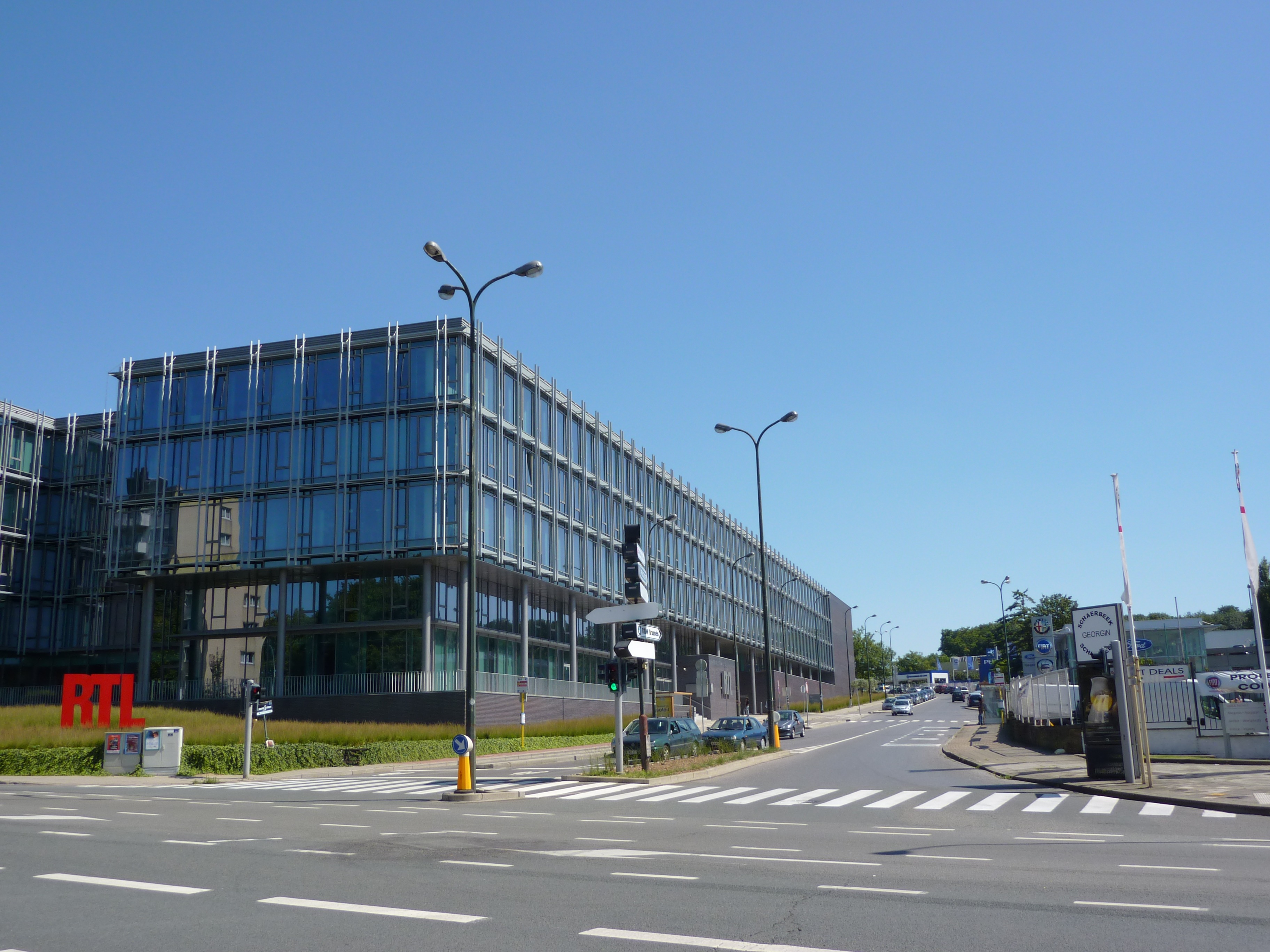
RTL House
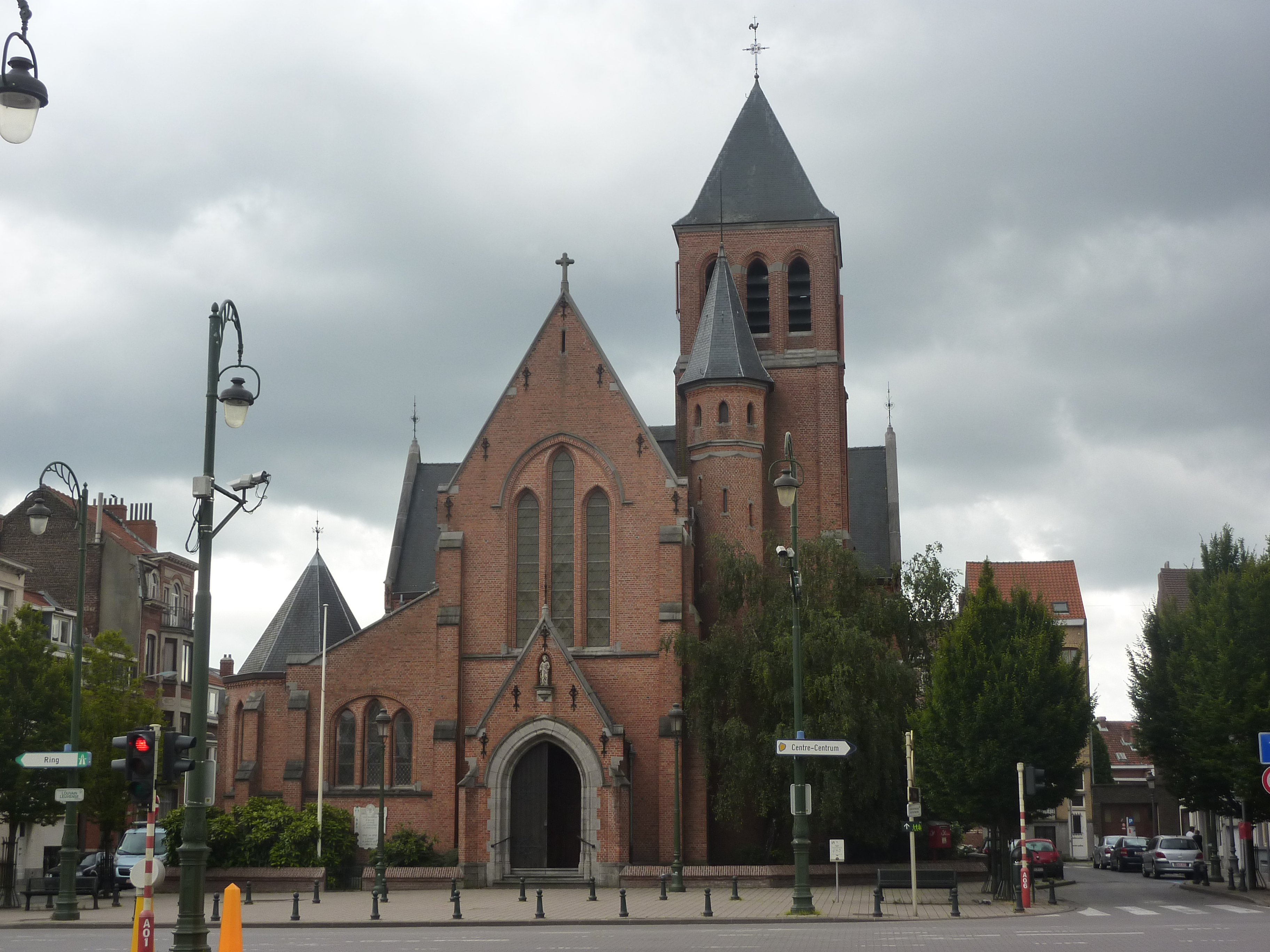
Sint-Jozefkerk